# 阴贵人 (汉明帝)
阴贵人（?—?），阴姓，中國東漢時期皇族女性，出身南陽郡。為漢明帝劉莊貴人，梁王刘畅生母。
阴贵人被汉明帝宠爱，其子汝南王刘畅也被父亲宠爱，封地汝南国的租税收入比其他皇子多一倍。相传她做梦中吃瓜非常甜美，汉明帝为此寻访全国各地，得到敦煌进献瓜种，名穹隆。当地人说，有道士从蓬莱得这种瓜的种子，吃了之后不饥饿。